# Richard Thompson (athlétisme)
Pour les articles homonymes, voir Thompson et Richard Thompson (homonymie).
Richard Thompson, surnommé Richard « Torpedo » Thompson, né le 7 juin 1985, est un athlète de Trinité-et-Tobago spécialiste du sprint, champion olympique du relais 4 x 100 m en 2008.

## Biographie
Thompson a participé aux championnats du monde de 2007 à Osaka, mais a été éliminé en quart de finale.
En 2008, il termine le relais 4 × 100 m de son pays à Londres le 26 juillet 2008 dans le temps de 38 s 00 en préparation des Jeux (record national). Il s'est qualifié pour la finale du 100 m des Jeux olympiques à Pékin et a créé la sensation en terminant deuxième en 9 secondes 89 derrière Usain Bolt. Ce temps constitua son nouveau record personnel et fit de lui le second plus véloce Trinidadien sur 100 m, après Ato Boldon.
Six jours plus tard, le 22 août 2008, avec Keston Bledman, Aaron Armstrong et Marc Burns, il remporte une autre médaille d'argent sur l'épreuve du relais 4 × 100 m avec Trinité-et-Tobago en 38 secondes et 6 centièmes. Lors de leur série de qualification, ils se placèrent premier devant le Japon, les Pays-Bas et le Brésil. Leur temps de 38 s 26 fut le meilleur temps des 16 équipes engagées en séries. Armstrong fut remplacé par Emmanuel Callender pour la finale. Finalement, l'un des relayeurs jamaïcains, Nesta Carter, est disqualifié pour dopage le 25 janvier 2017, faisant ainsi de l'équipe trinidadienne la championne olympique de 2008.
Thompson fut impliqué dans un accident de voiture le 1er janvier 2009, où il se blessa légèrement l'empêchant de participer à la saison en salle.
Lors des championnats du monde 2009 à Berlin, il finit 5e de la finale du 100 m dans un temps de 9 s 93 (SB), derrière Daniel Bailey, 4e en 9 s 93 également.
Le 13 août 2011, lors des championnats nationaux de Port-d'Espagne, Richard Thompson établit la meilleure performance de sa carrière en réalisant 9 s 85 (+1,0 m/s). Auteur de la quatrième meilleure performance mondiale provisoire de l'année 2011, à égalité avec l'Américain Mike Rodgers, il améliore de quatre centièmes de seconde son record personnel établi en finale des Jeux olympiques de 2008. Il établit par ailleurs un nouveau record de Trinité-et-Tobago sur la distance, améliorant d'un centième de seconde la meilleure marque nationale détenue depuis 1998 par son compatriote Ato Boldon.
Lors des Championnats du monde de Daegu en août 2011, il se hisse en demi-finales du 100 m. Il y prend la 3e place en 10 s 20 derrière notamment les deux qualifiés pour la finale Usain Bolt et Christophe Lemaitre.
Le 21 juin 2014 à Port-d'Espagne, à l'occasion des Championnats de Trinité-et-Tobago, Richard Thompson établit la Meilleure Performance Mondiale de l'année sur 100 m en 9 s 82 (battant les 9 s 86 de Justin Gatlin), également record national. Il devance Keston Bledman (10 s 00) et Darrel Brown (10 s 05).
Il est encore membre de l'équipe nationale qui conquiert la médaille de bronze aux Jeux du Commonwealth de 2014.
En 2016, il remporte à nouveau les championnats nationaux à Port-d'Espagne en descendant sous les 10 secondes, en 9 s 97 (+ 1,7 m/s) et obtient sa qualification pour ses troisièmes Jeux olympiques, à Rio de Janeiro. Dans la capitale brésilienne, Thompson échoue à se qualifier pour les demi-finales du 100 m, terminant 6e de sa série en 10 s 29. Avec l'équipe du relais 4 x 100 m, il atteint la finale olympique grâce à une série courue en 37 s 96, meilleur temps de la saison, mais le relais est disqualifié en finale.
Il met un terme à sa carrière à l'issue de la compétition, à 31 ans.
Mais à la surprise générale, en 2021, à 36 ans, il reprend les compétitions et réussit 10 s 30 sur 100 m. Son temps, modeste, lui permet néanmoins d'être sélectionné au sein du relais 4 x 100 m pour les Jeux olympiques de Tokyo, ses quatrièmes Jeux, où l'équipe nationale termine 12e des séries en 38 s 63, meilleur temps de la saison, sans se qualifier pour la finale. Il met un terme définitif à sa carrière.

## Palmarès

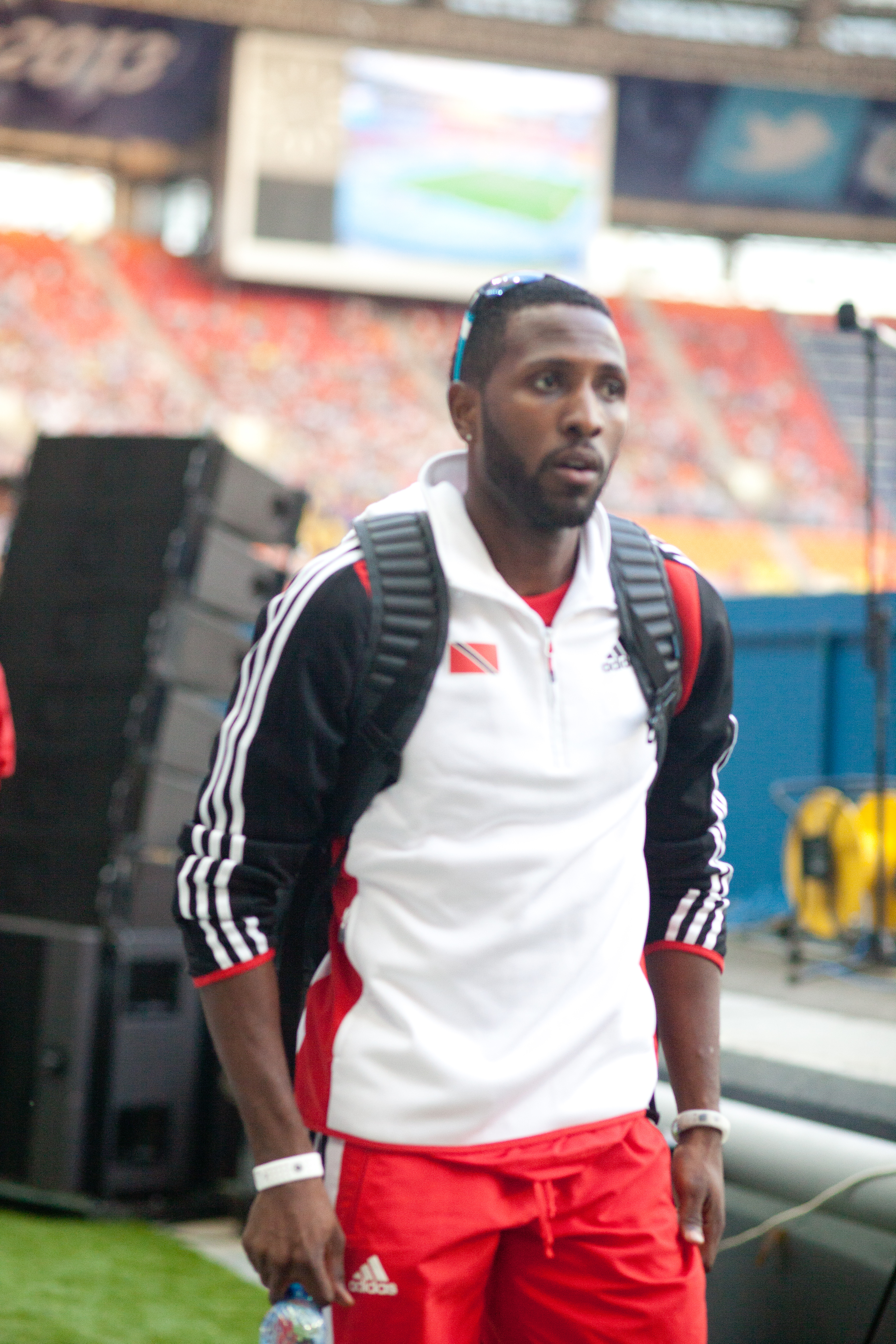
Thompson lors des championnats du monde 2013.

| Date | Compétition               | Lieu             | Résultat | Épreuve   | Temps   |
| ---- | ------------------------- | ---------------- | -------- | --------- | ------- |
| 2007 | Championnats NACAC        | San Salvador     | 1er      | 100 m     | 10 s 32 |
| 2008 | Jeux olympiques           | Pékin            | 2e       | 100 m     | 9 s 89  |
| 2008 | Jeux olympiques           | Pékin            | 1er      | 4 × 100 m | 38 s 06 |
| 2009 | Championnats du monde     | Berlin           | 5e       | 100 m     | 9 s 93  |
| 2009 | Championnats du monde     | Berlin           | 2e       | 4 × 100 m | 37 s 62 |
| 2010 | Ligue de diamant          | Ligue de diamant | 3e       | 100 m     | détails |
| 2011 | Championnats du monde     | Daegu            | 6e       | 4 x 100 m | 39 s 01 |
| 2012 | Jeux olympiques           | Londres          | 6e       | 100 m     | 9 s 98  |
| 2012 | Jeux olympiques           | Londres          | 2e       | 4 × 100 m | 38 s 12 |
| 2013 | Championnats du monde     | Moscou           | 7e       | 4 x 100 m | 38 s 57 |
| 2014 | Relais mondiaux de l'IAAF | Nassau           | 2e       | 4 × 100 m | 38 s 04 |
| 2014 | Jeux du Commonwealth      | Glasgow          | 3e       | 4 × 100 m | 38 s 10 |
| 2014 | Coupe continentale        | Marrakech        | 8e       | 100 m     | 10 s 24 |
| 2014 | Coupe continentale        | Marrakech        | 1re      | 4 × 100 m | 37 s 97 |
| 2015 | Relais mondiaux de l'IAAF | Nassau           | 7e       | 4 × 100 m | 38 s 92 |
| 2016 | Jeux olympiques           | Rio de Janeiro   | finale   | 4 × 100 m | DQ      |
| 2021 | Jeux olympiques           | Tokyo            | 12e      | 4 × 100 m | 38 s 63 |

## Records
| Discipline | Temps   | Lieu           | Date         |
| ---------- | ------- | -------------- | ------------ |
| 60 mètres  | 6 s 51  | Fayetteville   | 15 mars 2008 |
| 100 mètres | 9 s 82  | Port-d'Espagne | 21 juin 2014 |
| 200 mètres | 20 s 18 | Fayetteville   | 30 mai 2008  |

## Sources
- (en) Cet article est partiellement ou en totalité issu de l’article de Wikipédia en anglais intitulé « Richard Thompson (athlete) » (voir la liste des auteurs).